# 勝手丼

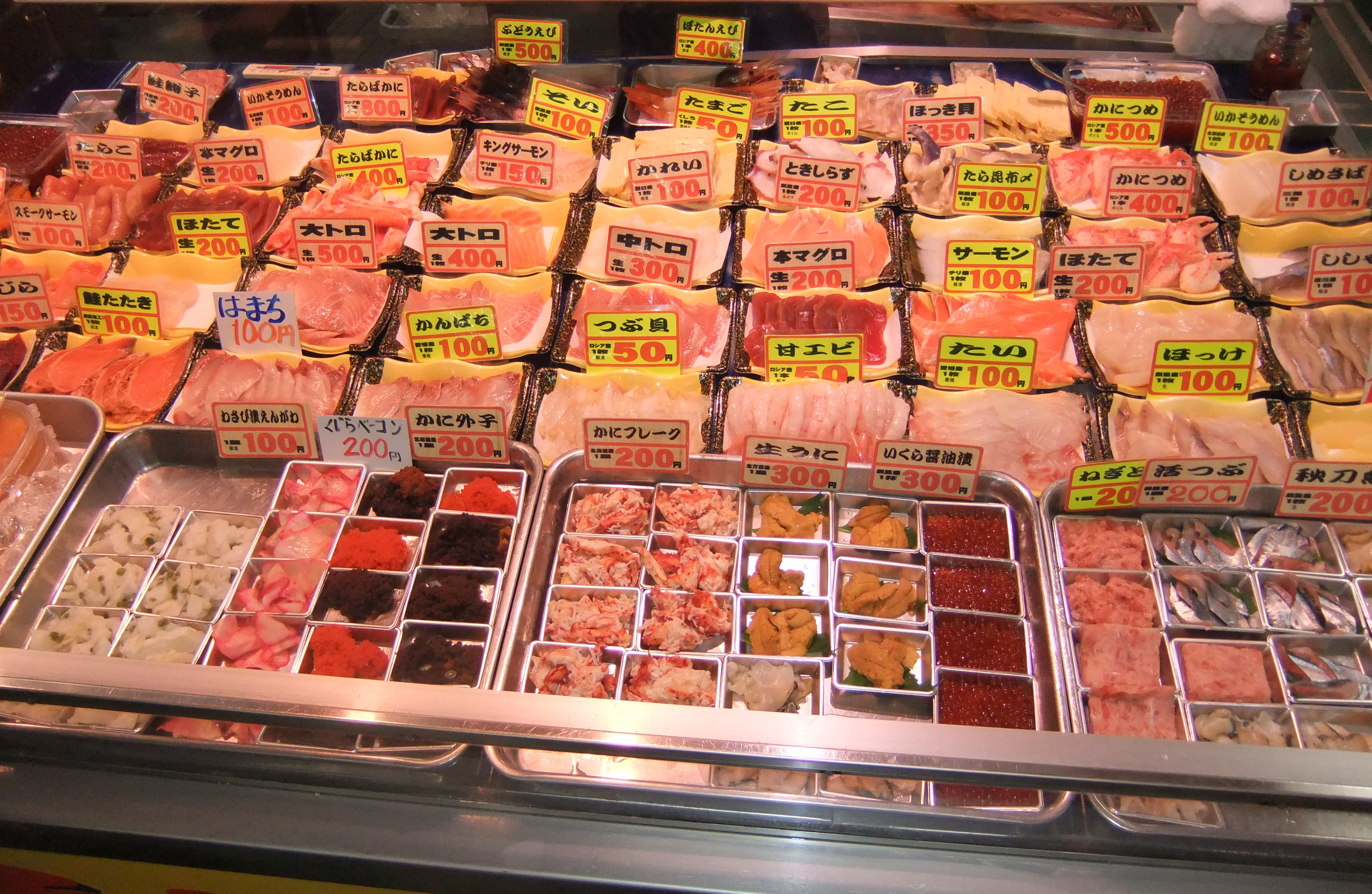
ネタの一例

勝手丼（かってどん）とは、北海道釧路市に存在する釧路和商市場の名物とされる丼物。和商の勝手丼とも。

## 概要
釧路市の名物料理であり、日本全国に和商市場の名を広めることになった料理である。
市場内の鮮魚店や惣菜、飲食店で販売されている食材を自分の好みで選び、気ままに作ることから「勝手丼」と呼ばれる。

## 購入手順例
以下に、購入手順の例を示す。これより前に市場の各店舗を見て回り、好みの食材を販売している店舗や価格を確認しておく。
1. 惣菜店で販売している器入りの飯を購入する[3]。量により110円から310円くらい[5]。酢飯を販売している惣菜店もある[5]。
2. 食材を購入する。盛り付けは自分で行うほかに、店の人に任せることも可能[3][5]。

市場の中にある全ての店で勝手丼用の具材が購入できるわけではなく、2014年時点では飯を買える店が5店、具材が買える店が7店であった。
総額は1500円位で作る人が多い。

## 歴史
1980年頃、オートバイで北海道を旅するブームが日本に起き、旅する人たちは「ミツバチ族」と呼ばれていた。そんな貧乏旅行中のライダーが市場を訪れた際に、懐事情を推しはかった鮮魚店の主人がライダーに市場内の総菜屋で飯のみを買ってこさせ、その上に海産物を少しずつ載せて提供したことが発祥とされる。これが口コミで広がり、現在の形につながった。

## 評価
2022年に『生活ガイド.com』が発表した「『ご当地どんぶりランキング』トップ10」では勝手丼が1位となった。
2022年、大阪府茨木市の立命館大学経営学部に通う釧路町出身の女子大学生が中心となって企画した地域創生イベント「超KATTEDON（勝手丼）」が茨木市で開催された。